# Hội đồng đăng ký tên miền cấp cao nhất của các quốc gia Châu Âu

Biểu trưng của CENTR

Hội đồng đăng ký tên miền cấp cao nhất của các quốc gia châu Âu (tiếng Anh: Council of European National Top-Level Domain Registries, viết tắt là CENTR) là một liên hiệp các cơ quan đăng ký tên miền quốc gia cấp cao nhất Internet. Thành viên đầy đủ của CENTR có thể là các tổ chức, pháp nhân hoặc cá nhân điều hành một cơ quan đăng ký tên miền quốc gia cấp cao nhất (ccTLD).
Vào tháng 3 năm 1998, dự án sau này trở thành CENTR đã được thành lập thông qua Nhóm Hoạt động Tên miền Cấp cao nhất RIPE và được thành lập không chính thức bởi các cơ quan đăng ký tham dự. Vào năm 1999, CENTR được thành lập chính thức, trở thành một công ty phi lợi nhuận ở Anh, trách nhiệm hữu hạn theo bảo lãnh. Vào cuối năm 2006 CENTRvzw/asbl được thành lập như một tổ chức phi lợi nhuận theo luật của Bỉ. Các hoạt động của CENTR được hỗ trợ tài chính bằng phí thành viên, và điều hành bởi một ban thư ký có trụ sở tại Brussels, Bỉ.
Tổ chức tập trung vào Châu Âu, nhưng không hề có một sự hạn chế về địa lý nào để trở thành thành viên CENTR. Ngoài hơn bốn mươi quốc gia trong khu vực, CENTR có nhiều thành viên là cơ quan quản lý tên miền quốc gia cấp cao nhất ở một số nước ngoài châu Âu (như Iran, Nhật Bản, New Zealand và Canada). CENTR luôn hoan nghênh sự gia nhập từ tất cả các nhà quản lý mã quốc gia.
CENTR cung cấp một diễn đàn để thảo luận về những vấn đề về chính sách có ảnh hưởng đến các cơ quan đăng ký tên miền và hoạt động như một kênh liên lạc đến các cơ quan quản lý Internet và các tổ chức khác liên quan đến Internet. Nó xúc tiến sự quan tâm của các tên miền quốc gia phi lợi nhuận và vận động hành lang trên danh nghĩa của mình.
Những quy định và thủ tục đăng ký của các cơ quan đăng ký tên miền rất khác nhau và CENTR nhắm đến việc thu thập thông tin và tài liệu về các hoạt động của cơ quan quản lý tên miền. Nó cung cấp một cái nhìn có trọng tâm cho những cuộc điều tra về những vấn đề như vậy và khích lệ các tên miền luôn phải cung cấp dịch vụ tốt hơn cho người dùng.